# Chiesa di Sant'Ansano (Spoleto)
La chiesa di Sant'Ansano si trova a Spoleto in centro storico, accanto all'Arco di Druso e Germanico, in prossimità della piazza del Mercato. Insieme alla cripta di Sant'Isacco e al tempio romano è parte di un complesso architettonico costituito dalla sovrapposizione di edifici di epoca romana, medievale e moderna. Apparteneva alla vaita Frasanti.

## Storia
L'aspetto attuale dell'intero complesso è il frutto di scavi archeologici, interventi e rifacimenti avvicendatisi nel corso degli anni.

### Gli scavi del 1900-1902
Nel 1900 Giuseppe Sordini scopre uno stilobate ed altri elementi architettonici romani in una zona attigua all'Arco di Druso; raccoglie una piccola somma per iniziare i lavori di scavo sottostanti la chiesa e per rimuovere l'intonaco del muro esterno lato ovest. Qui, tra numerosi altri reperti, vengono rinvenuti ancora in situ il tronco di una colonna scanalata e un frammento epigrafico inciso in travertino, probabilmente usato nel medioevo come materiale da costruzione a chiusura di un intercolumnio; in esso si legge: "Matri filiarum eius".
I lavori vengono spesso interrotti per mancanza di fondi; nel 1939 si interrompono del tutto per il veto imposto dalla comunità religiosa presente, i frati minori conventuali. Riprendono solo negli anni 1955-1957.

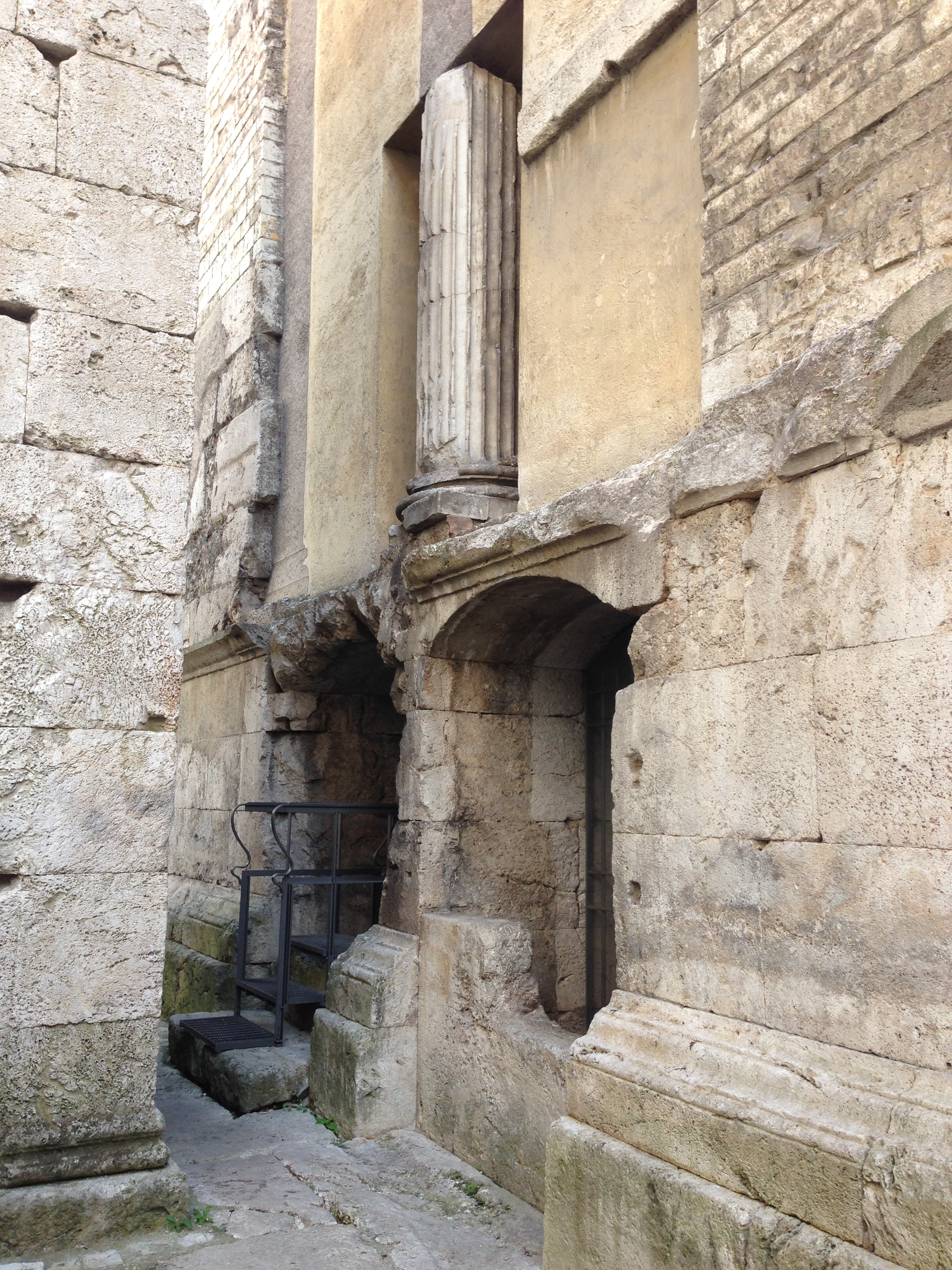
Lato ovest: resti del tempio romano

### Gli scavi del 1955-1957
Grazie a Umberto Ciotti, sovrintendente ai monumenti per l'Umbria, e alla piena collaborazione dei frati, viene isolato e riportato in luce quasi completamente un tempio romano del I secolo d.C. di ignota dedicazione. La datazione trova conferma nelle caratteristiche dello stilobate e nel rinvenimento di frammenti di vasi di tipo aretino risalenti a quel periodo.

Per ripristinare il lato occidentale del tempio e far sì che il muro della cella avesse funzione di muro esterno della chiesa, viene tolto il ringrosso murario che aveva permesso di ricavare due cappelle all'interno; oltre alle due cappelle si procede con altre importanti e dolorose demolizioni (il campanile, un piccolo portico, scale e ingresso del convento), che permettono una maggiore visibilità del pilone sinistro dell'Arco di Druso e gli restituiscono in parte le originarie proporzioni. Per meglio rendere forma e proporzioni del pronao, non essendo possibile completare la porzione di colonna scanalata rinvenuta, vengono disegnate sull'intonaco le sagome delle colonne mancanti. 

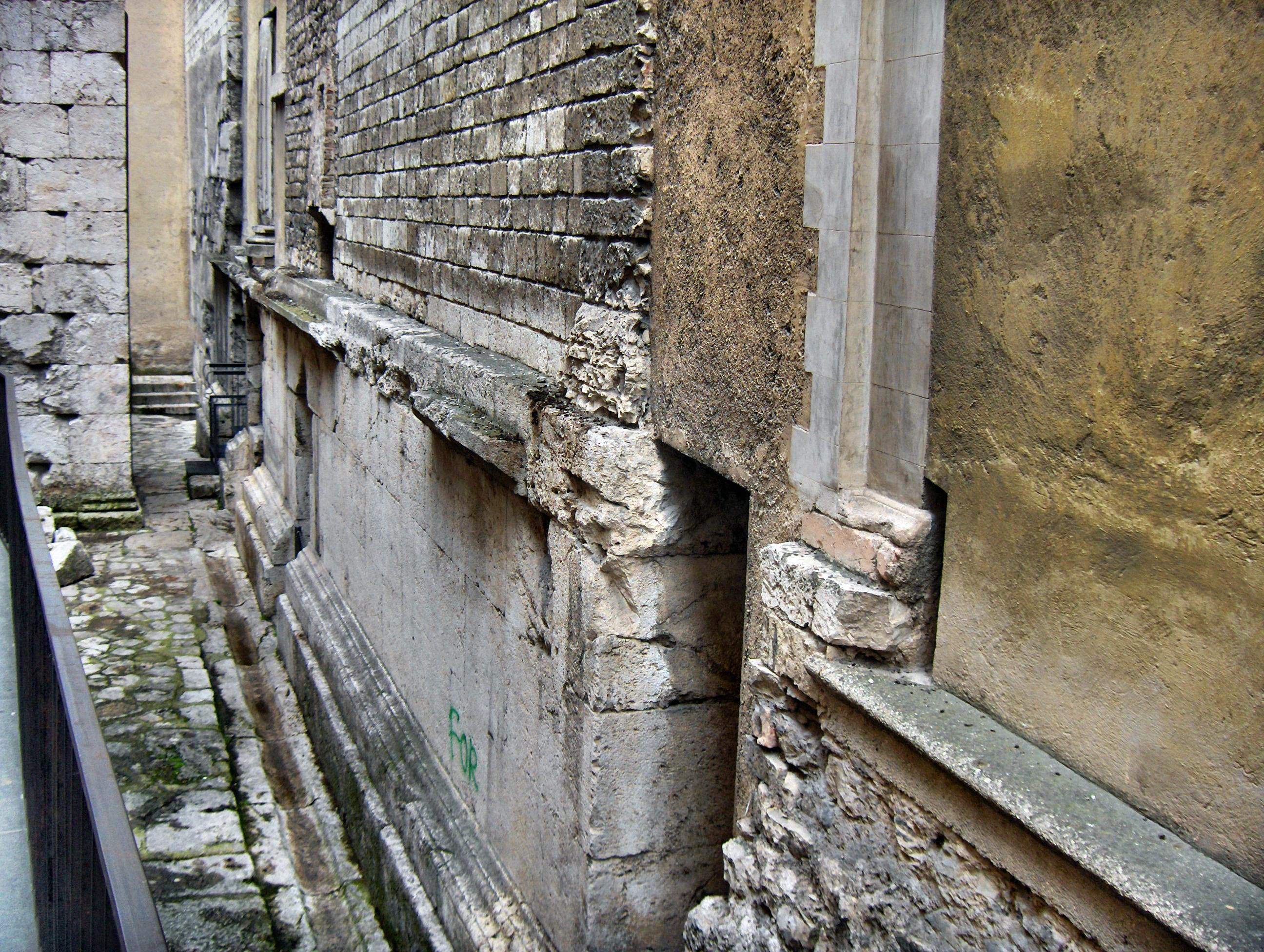
Lato ovest

Inaspettatamente, sempre sul lato ovest, viene rinvenuto un pozzo circolare, preesistente al tempio, alla cui corrispondenza la costruzione dello stilobate risulta interrotta, probabilmente per conservarne l'uso. Emergono anche due "corridoi" contigui e paralleli, che consentono di girare intorno allo stilobate, pavimentati in "opus spicatum", con imboccature sormontate da blocchi sagomati ad arco ribassato; forse erano passaggi pubblici oppure erano adibiti a bottega.
Viene individuato e restaurato un frammento della trabeazione, attualmente ancora visibile, completa di architrave, fregio, cornice, ovuli, palmette, dentelli e fogliame.

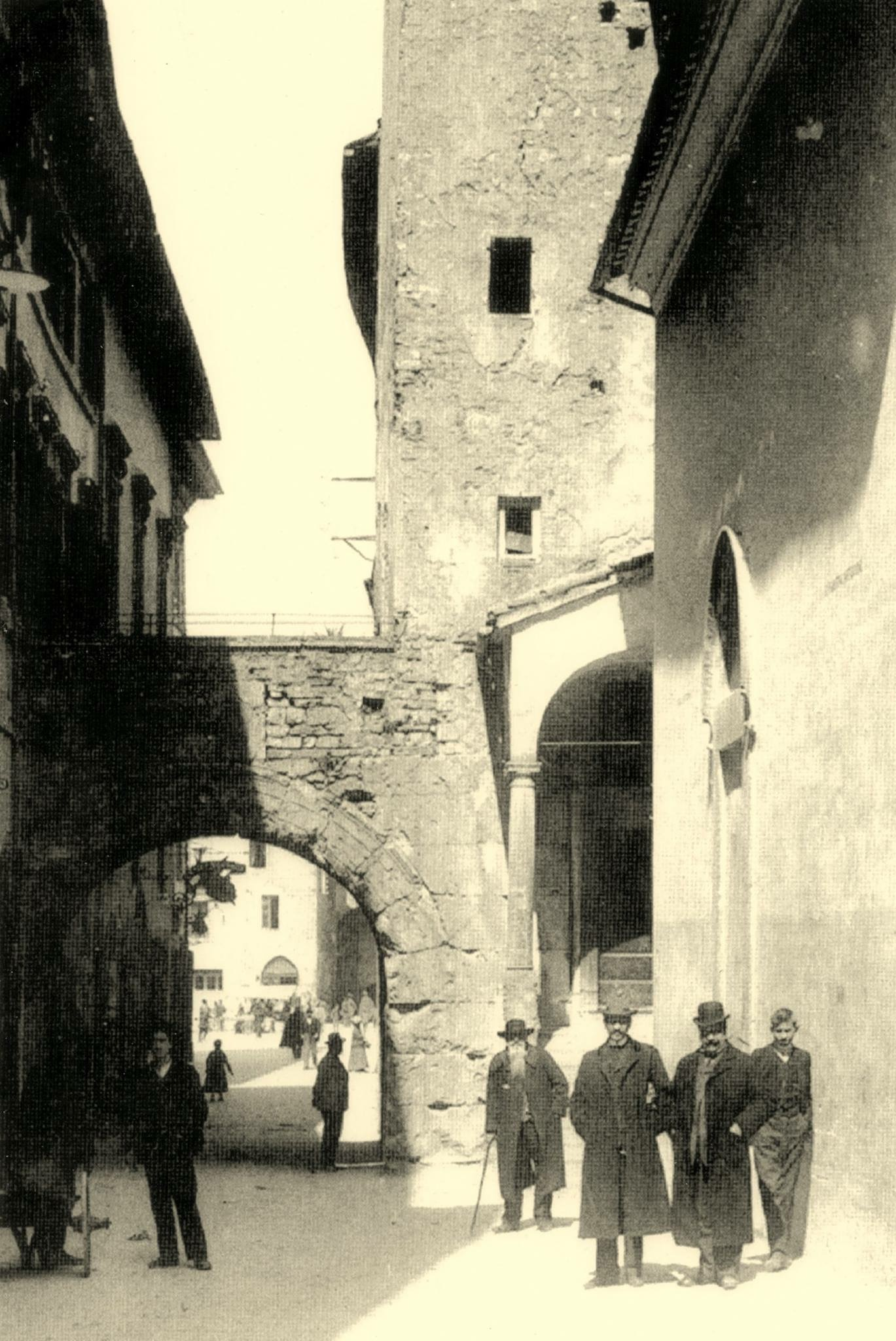
Arco di druso prima delle demolizioni avvenute nel 1957

#### Il tempio romano
L'ingresso del tempio affacciava sul foro della città, l'attuale piazza del Mercato. Era formato da un'ampia cella rettangolare rivestita all'esterno di piccoli conci e preceduta da un pronao tetrastilo con sei colonne di marmo scanalate, quattro di fronte e due laterali alte 6,97 metri, il tutto poggiava su di uno stilobate composto da grandi pietre perfettamente squadrate alto circa tre metri, collegato al foro per mezzo di una scalinata. Il pavimento era in marmo bianco. La lunghezza totale dell'edificio era di 16,87 metri, di cui circa i due terzi occupati dalla cella e il resto dal pronao; la larghezza era di 8,68 metri; l'altezza dal suolo alla trabeazione marmorea misurava 11,67 metri.

### Gli scavi del 1969-1971
Negli anni 1969-1971 viene sostituito il pavimento della chiesa e contemporaneamente si eseguono altri scavi, soprattutto sotto il presbiterio; essi portano ad ulteriori risultati: scoperta della soglia di accesso alla cella del tempio romano, larga circa tre metri; rinvenimento di parti di pavimentazioni sia di epoca romana che medioevale, attualmente rese visibili da un grigliato in ferro posto sotto il pavimento del presbiterio; scoperta dei resti di un muro medioevale costruito fra le due scalette di accesso alla cripta poggiante sul lastricato marmoreo del tempio, forse a sostegno del presbiterio; viene ripristinato il passaggio diretto dalla chiesa alla cripta

### Chiesa di Sant'Isacco e Marziale
La ricostruzione delle antiche vicende della chiesa sono tuttora incerte: sembra che, caduto il culto pagano, la prima chiesa cristiana sia sorta probabilmente tra l'età paleocristiana e l'alto medioevo e abbia occupato l'intera area del tempio, sostituendosi ad esso e mantenendo lo stesso orientamento verso il foro.
La fama spirituale di Sant'Isacco di Monteluco, monaco originario della Siria, giunto a Spoleto nella prima metà del VI secolo e dedito alla vita eremitica sul Monteluco, è tale che la chiesa viene dedicata a lui e a San Marziale, suo successore a guida del movimento eremitico.
Nel corso dei secoli seguenti probabilmente l'abside semicircolare della chiesa, addossata al lato sud del tempio, è stata sommersa da un'enorme quantità di terra scesa a valle, fenomeno che avrebbe determinato un innalzamento del livello stradale sul lato sud, senza influire sul livello del lato verso il foro, rimasto notevolmente inferiore. La diversa morfologia del terreno avrebbe suggerito di invertire l'orientamento della chiesa e di costruire una nuova facciata a sud, dove maggiore era l'accumulo di terra e dove prima sorgeva l'abside. Il prolungamento della chiesa verso il foro ha consentito di guadagnare nel dislivello una cripta poggiante sul piano del foro stesso, così da condividerne la pavimentazione.
Il collegamento fra cripta e chiesa sovrastante è consentito dall'antica gradinata del tempio. 

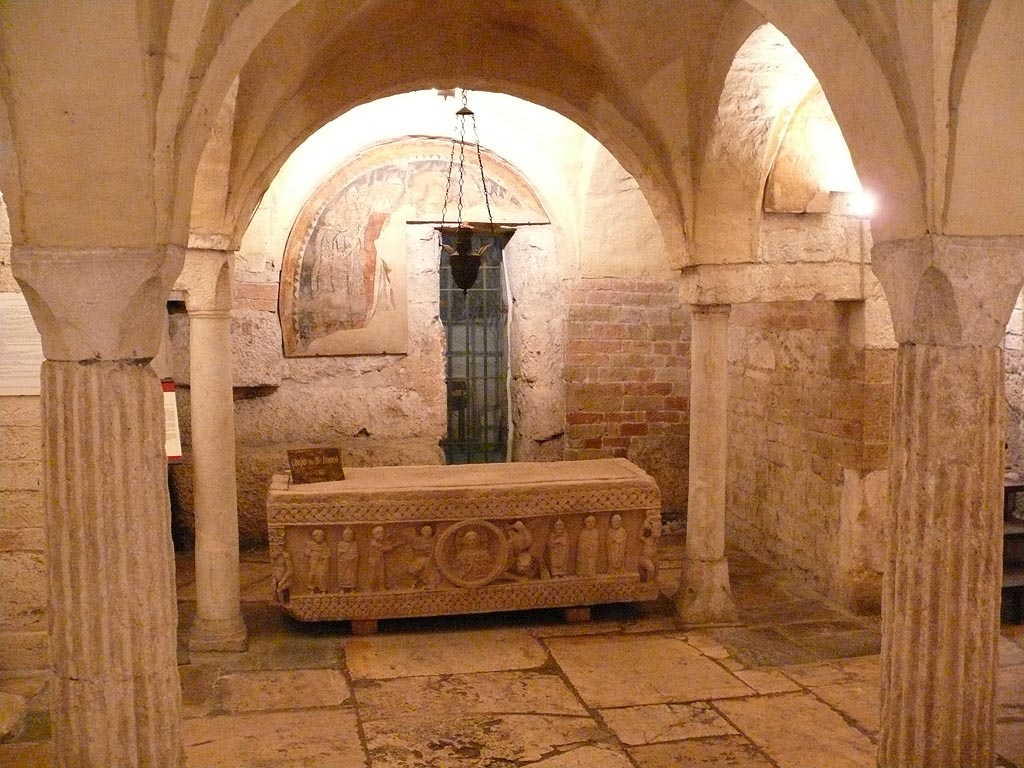
Copia del sarcofago di Sant'Isacco

### La cripta di Sant'Isacco
Sull'origine della cripta gli studiosi si dividono; l'opinione prevalente è che risalga al periodo compreso fra il XI e il XII secolo. Le spoglie di Isacco vengono portate nella cripta intorno all'anno 1500 dai Canonici lateranensi, che abbandonano il monastero di San Giuliano, ormai in estrema decadenza, e si trasferiscono in città, nella chiesa già dedicata ai S.S. Ansano e Isacco.

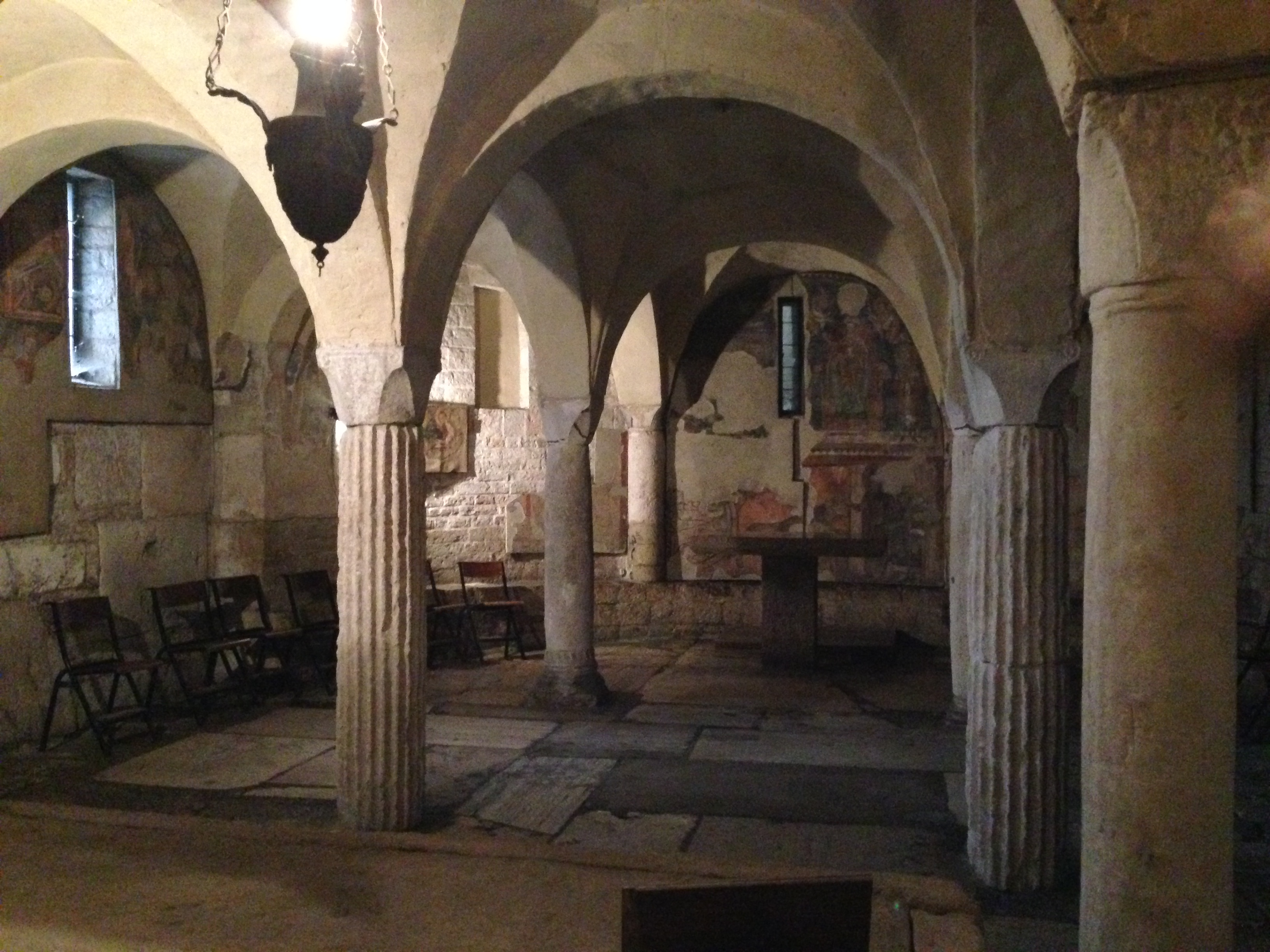
Cripta di Sant'Isacco

#### Descrizione della cripta
È divisa in tre piccole navate, distinte da colonne di spoglio e ricoperte da volte a crociera; nelle pareti laterali si aprono alcune feritoie a strombo; un'abside curvilinea chiude la navata centrale che un tempo proseguiva al piano superiore in continuità con l'abside della chiesa di Sant'Isacco. L'ingresso era stato risolto con una specie di nartece interno aperto verso la navata centrale con tre aperture, la centrale ad arco e le laterali con architravi. I capitelli delle colonne sono stati datati fra il VIII e il IX secolo, periodo a cui è stata attribuita la costruzione, anche se è probabile che alcuni elementi spogli appartenessero ad un edificio precedente, il che potrebbe posticipare la costruzione della cripta ai secoli XI e XII. Il pavimento è in marmo bianco. L'altare è del 1969.
Decorazioni pittoriche in origine ricoprivano l'intera cripta comprese colonne e capitelli.
Attualmente gli affreschi del XI-XII secolo, pur mantenendo colori vivi, hanno un aspetto molto frammentario che li rende poco decifrabili. Sono stati ricollocati in situ nel 1971 dopo un precedente distacco e restauro. Sono stati attribuiti a maestranze spoletine influenzate dalla pittura romana. La cripta custodisce le spoglie di Sant'Isacco raccolte dentro una copia del sarcofago del XI-XII secolo, dove rimase fino al XIX secolo; l'originale è conservato al museo nazionale del Ducato.

### Chiesa dei SS. Ansano e Isacco
La chiesa dedicata ai S.S. Ansano e Isacco, con facciata sull'omonima piazza, viene innestata sulla chiesa preesistente dedicata ai SS. Isacco e Marziale, ma con l'orientamento invertito, intorno al XII secolo.
Secondo una controversa e contraddittoria iscrizione, nel 1164 viene consacrata una chiesa romanica dedicata ai santi Ansano e Isacco. L'iscrizione non esiste più, il testo ci è stato tramandato da Giovan Battista Bracceschi, ma si suppone contenesse un errore circa l'identità del papa. Probabilmente la consacrazione è da attribuire a papa Alessandro III, che, essendo senese, aveva particolare venerazione per Sant'Ansano.

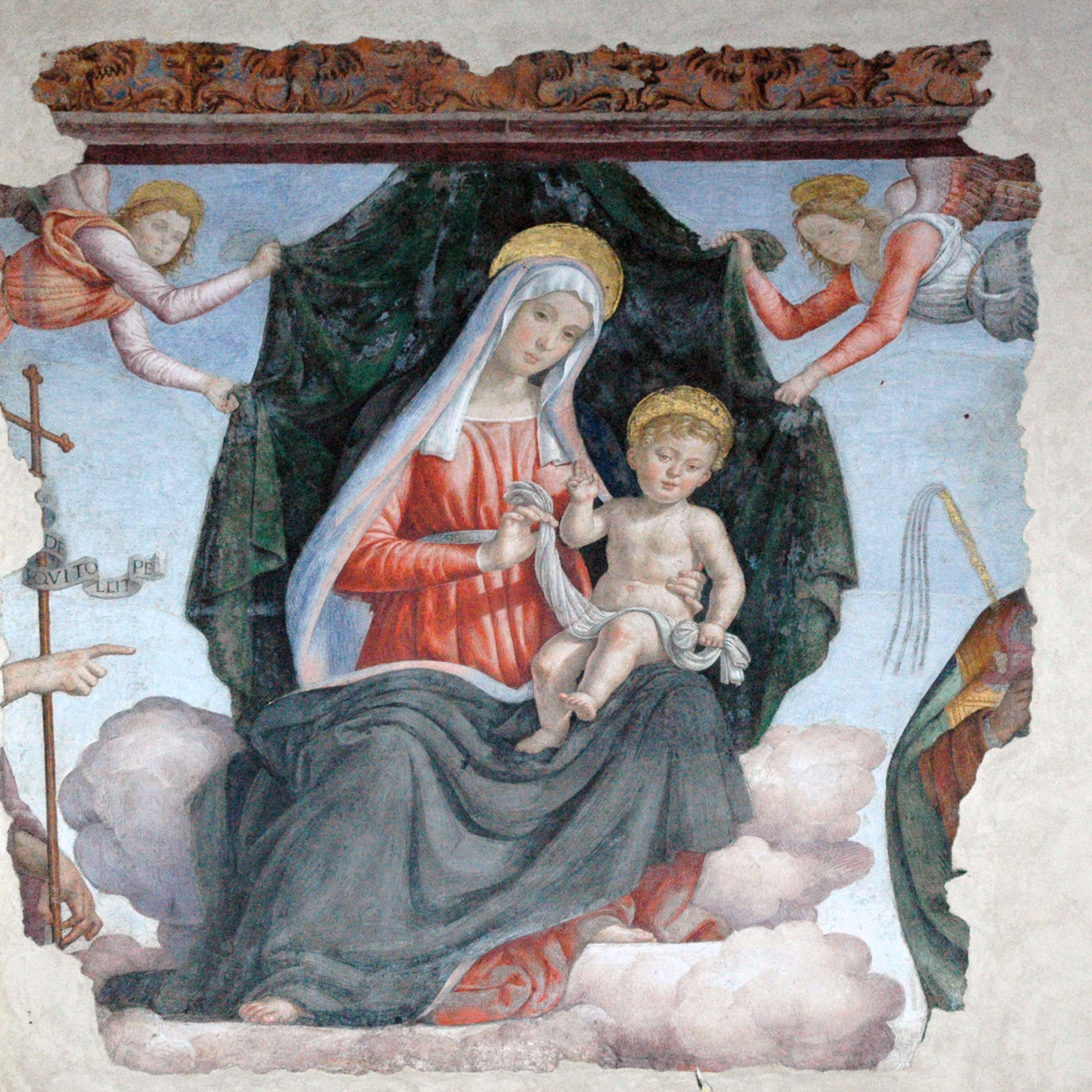
Madonna col Bambino di Giovanni di Pietro detto Lo Spagna

### Chiesa dei SS. Ansano e Antonio
Fino al XVI secolo nei documenti la chiesa viene indicata indifferentemente chiesa di Sant'Ansano o chiesa di Sant'Isacco. Dal XVII secolo è divenuto costante il titolo di Sant'Ansano in riferimento alla chiesa, mentre a Sant'Isacco è rimasta intitolata la sola cripta.
Nel corso del tempo la chiesa ha subito ulteriori rimaneggiamenti; viene ricostruita in stile neoclassico dall'architetto milanese Antonio Dotti alla fine del settecento.
L'annesso convento ha ospitato sempre una comunità di religiosi: prima i benedettini, dal 1502 i canonici regolari lateranensi, dal 1862 i liguorini e dal 1896 i frati minori conventuali; questi ultimi, dopo una lunga opera di restauro estesa anche al convento, danno alla chiesa un'impronta spiccatamente francescana, fino ad ottenere nel 1904 da papa Pio X che Sant'Antonio di Padova ne diventi contitolare insieme al martire senese. 

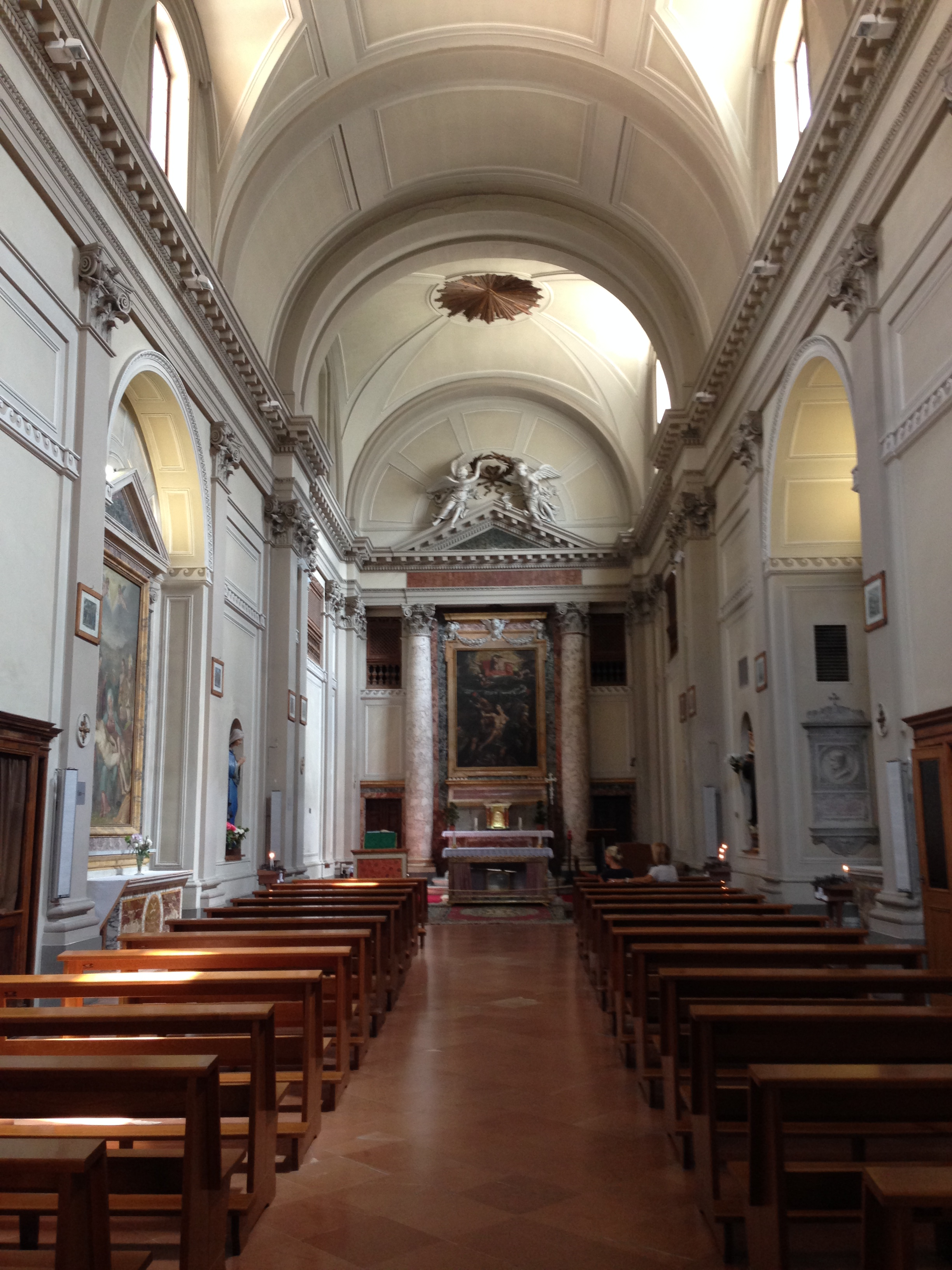
Interno

## Descrizione della chiesa
Attualmente si presenta nella stessa veste neoclassica di fine '700, ma con qualche importante modifica: negli anni '50 vengono ridotti gli altari laterali, da sei a quattro; durante gli scavi del 1971, nella zona presbiteriale, vengono rimesse in luce parti della pavimentazione originale del tempio in lastre di pietra.
La facciata a ordine unico presenta quattro colonne; spartita orizzontalmente da una cornice e dall'architrave, è conclusa da un timpano triangolare con in centro lo stemma francescano. Sopra il portale è collocato un bassorilievo dello scultore spoletino Antonio Cimbelli, datato anni '30.
L'interno è a un'unica navata e comprende cinque altari in marmi policromi: 
- nel primo altare a destra, un tempo chiamato Cappella dei Lombardi, nel 1907 Giuseppe Sordini ha riportato alla luce, nascosto da una tela settecentesca, parte di un affresco di Giovanni di Pietro detto Lo Spagna, raffigurante una Madonna col Bambino[17].
- dirimpetto alla cappella dello Spagna c'è l'Altare di San Lorenzo, tela a olio secentesca di scuola locale.
- ancora a destra l'Altare dell'Immacolata, una tela di Pietro Gagliardi[18] del 1875.
- a sinistra l'Altare della Pietà di Arcangelo Aquilini, discepolo dello Spagna.
- l'Altare Maggiore è dedicato al titolare martire Sant'Ansano; la tela è di Archita Ricci, la sua firma è stata scoperta dal Sordini durante una ripulitura nel 1901.

## Il convento
Nel cinquecento, ad opera dei padri Canonici lateranensi, viene aggiunto un elegante chiostro a due ordini di arcate che nel piano superiore poggiano su colonne, in quello inferiore su pilastri ornati da capitelli a volute ioniche. All'interno si trovano affreschi e tele secentesche, una delle quali è attribuita a Francesco Refini, pittore spoletino del XVII secolo. Nell'archivio del convento è custodita un'interessante lettera autografa di San Leonardo da Porto Maurizio, scritta nel gennaio del 1747, di condanna verso gli spettacoli di carnevale a Spoleto, definiti manifestazioni pagane e lussuriose.